# Романов Віктор Іванович
Віктор Іванович Романов (нар. 14 вересня 1928, село Кологреєво, тепер Ардатовського району Нижньогородської області, Російська Федерація — 16 серпня 2018, Миколаїв) — український радянський діяч, начальник — головний конструктор союзного проектного бюро «Машпроект» у місті Миколаєві. Доктор технічних наук. Академік Академії інженерних наук України (1992), академік Академії наук суднобудування України (1997), член Американського товариства інженерів-механіків. Депутат Верховної Ради УРСР 9-го скликання.

## Життєпис
З чотирнадцяти років працював на торфорозробках.
У 1944 році закінчив семирічну школу та без іспитів поступив в авіаційний технікум міста Горького і аероклуб. У 1948 році закінчив Горьковський авіаційний технікум.
З 1948 р. — технік-конструктор на Уфимському авіамоторному заводі Башкирської АРСР.
Член ВКП(б) з 1949 року.
Освіта вища. У 1952 році закінчив Уфимський вечірній авіаційний інститут.
З 1954 р. — інженер-конструктор у відділах редукторів, турбін; з 1959 — керівник конструкторського відділу турбін спеціального конструкторського бюро Південного турбінного заводу в місті Миколаєві.
У 1967 — 1968 р. — заступник головного конструктора з експлуатації союзного проектного бюро «Машпроект» у місті Миколаєві.
У 1968 — 2001 р. — начальник — головний конструктор союзного проектного бюро «Машпроект» у місті Миколаєві Миколаївської області.
Автор понад 25 наукових винаходів.
Потім — на пенсії у місті Миколаєві Миколаївської області.

## Нагороди
- орден Леніна (1966)
- орден Жовтневої Революції (1971)
- орден «За заслуги» 3-го ст. (1998)
- медалі
- двічі лауреат Державної премії СРСР (1974; 1985)
- заслужений конструктор Української РСР (1988)
- почесний громадянин міста Миколаєва (4.11.1998)